# Frank og hans piger
Frank og hans piger er en dansk kortfilm fra 1991, der er instrueret af Klaus Kjeldsen efter manuskript af David Hellemann.

## Handling
Frank synes, han har det godt. Han kan lide store biler og vil have lydige piger omkring sig. Men en dag dukker en af dem op med et ganske særligt krav.